# Снегоступы

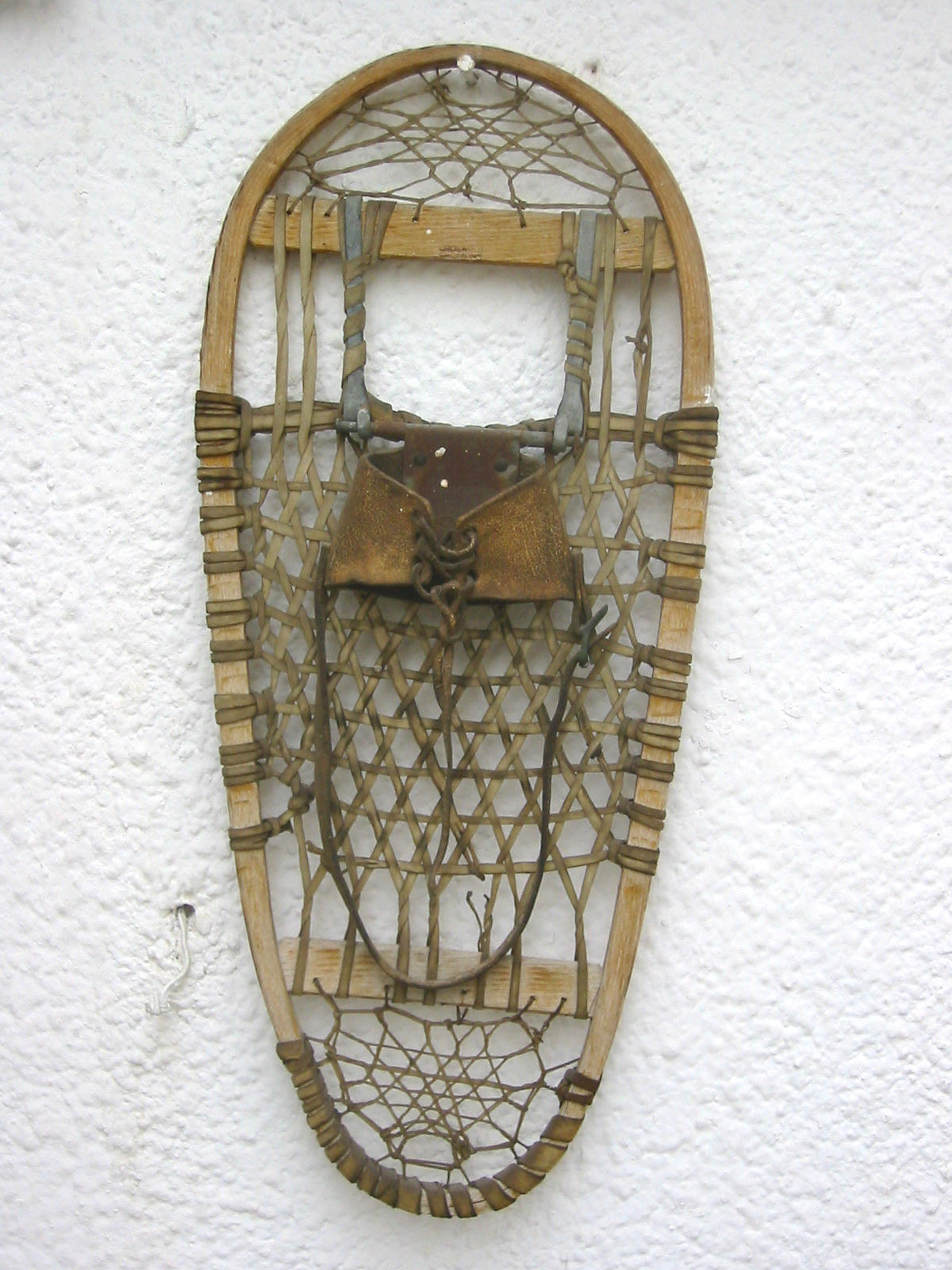
Американский снегоступ

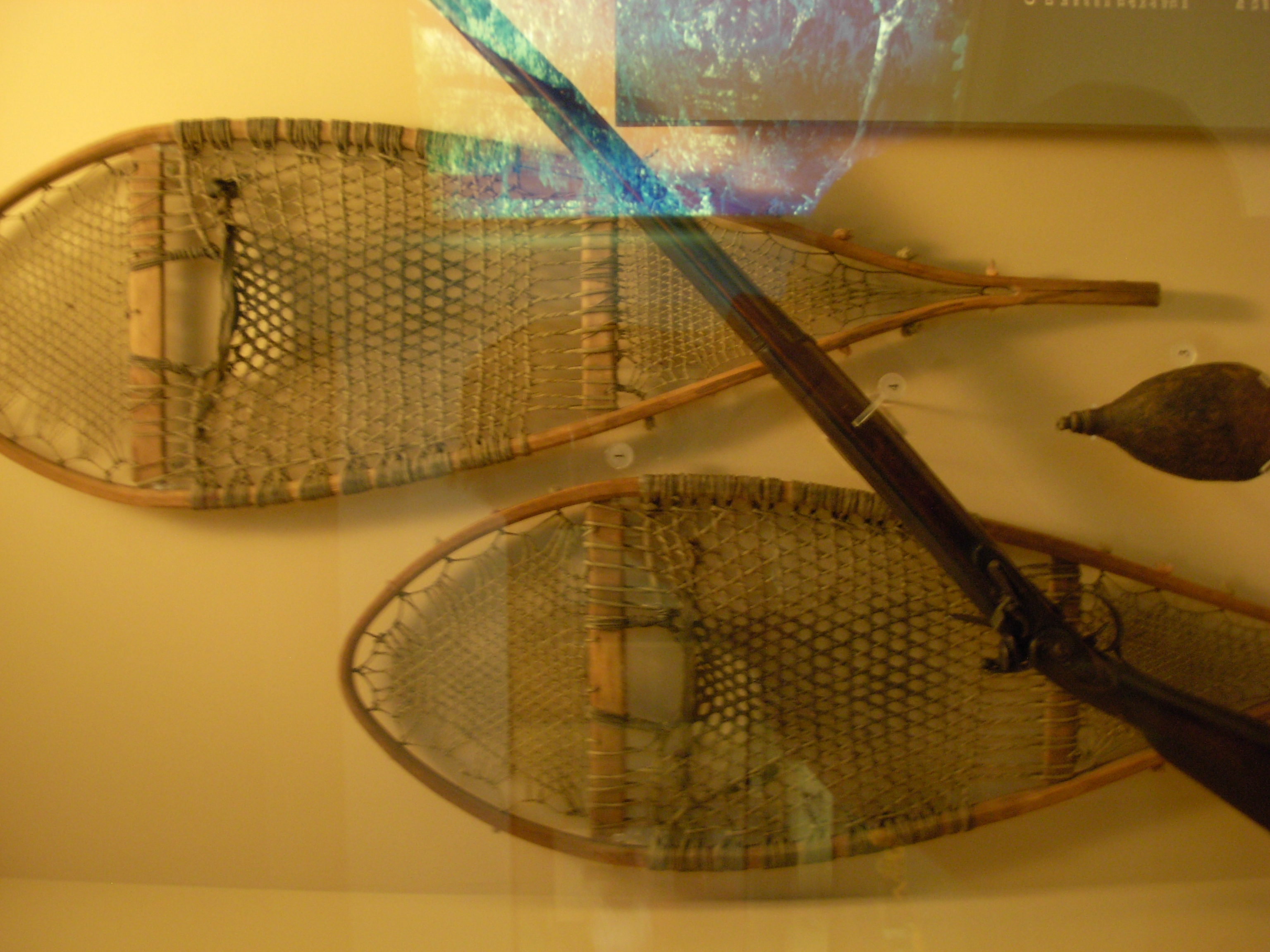
Американские снегоступы

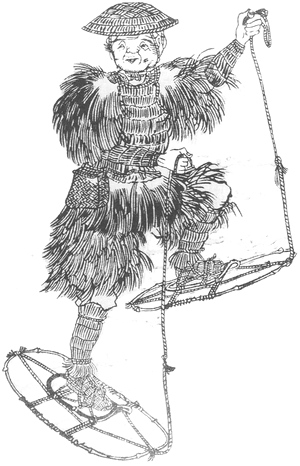
Японские снегоступы

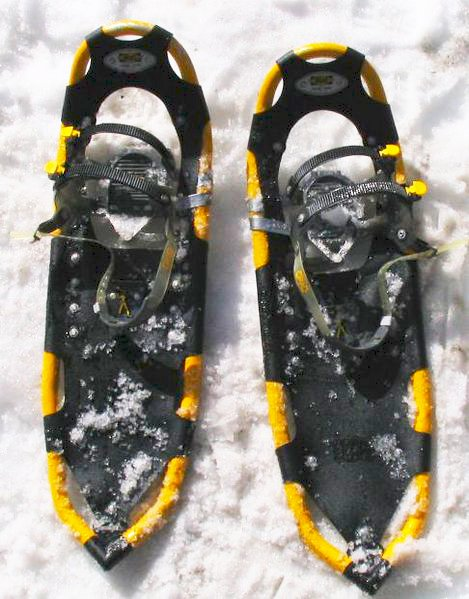
Современные снегоступы

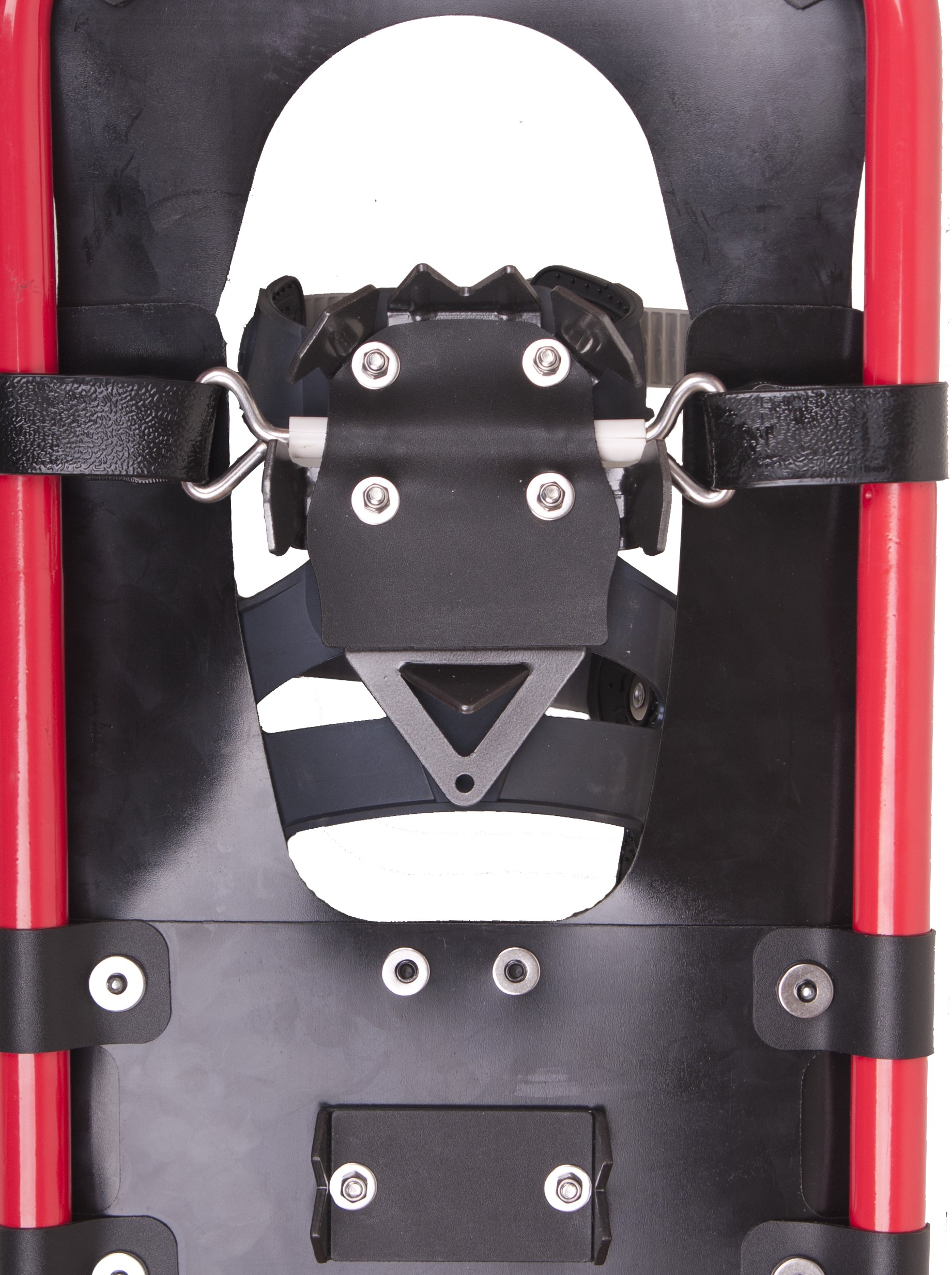
Кошки снегоступов

Снегосту́пы (лапки, ступни [традиц.]; ступательные лыжи) — самое древнее приспособление для передвижения по снегу. Чем больше площадь поверхности, тем меньше давление на снег, и, соответственно, человек меньше проваливается при передвижении по снежному насту.
Снегоступы, как и скользящие лыжи, человек был вынужден изготавливать ещё с тех времён, когда он впервые столкнулся с глубоким снегом, то есть в палеолите.

## Традиционные снегоступы
В Старом Свете снегоступы использовались, но были менее распространены, чем скользящие лыжи. Зато в Северной Америке до прихода европейцев индейцы и эскимосы использовали только их (лыжи-ракетки, канадские лыжи, индейские лыжи). Наиболее простые снегоступы представляют собой плоские дощечки, привязанные к ногам. Такие использовали грузины, казахи, иногда индейцы (наскапи), а позднее и французы (в эпоху раннего колониализма). Эта конструкция имеет ряд недостатков. Прямая пластина легко уходит в рыхлый снег на всю его глубину, если была поставлена на снег под некоторым углом. Налипание влажного снега также является бичом таких снегоступов (от этого может спасти покрытие поверхности жиром и т. п.).
В болотистых местностях страны используются т. н. «медвежьи лапы» — плетённые из прутьев ивы овальные решётки. Летом в них можно ходить по болотам, а зимой — по снегу.
Чаще снегоступы изготавливают в виде деревянной или костяной рамки с сеткой, образованной ремешками из сыромятной или сырой кожи, сухожилиями или верёвками. Народы севера Азии (чукчи, коряки, ительмены) использовали рамку или овальной формы, или с двумя концами (если она состояла их двух планок). Чукчи их называли «вороньи лапки». Это же название заимствовали и русские-камчадалы.
В Америке рамки снегоступов могут быть овальными, называемыми индейцами оджибве «медвежьими», а также с двумя концами или напоминать теннисную ракетку — «хвостовой тип» (англ. tailed type). При этом они ещё значительно различаются по ширине. У оджибве медвежьими снегоступами пользуются женщины и дети, а хвостовыми — мужчины.
Обычно рамка имеет две распорки, редко — больше. У маленьких округлых снегоступов вообще нет распорок. Американские снегоступы (и дощатые, и сеточные) отличаются и тем, что имеют в сетке отверстие, куда опускается носок стопы при ходьбе. Пятка, естественно, имеет возможность приподниматься.
Сетка — важнейший элемент в снегоступах. Благодаря ей они не скользят и поэтому не уходят под углом в глубокий снег. Это же позволяет подниматься или спускаться на них по снежным склонам. Подъём по склонам облегчает и выступающий носок ступни. Также на снегоступы не налипает снег, который постоянно стряхивается с колеблющейся сетки, причём для липкого снега и ходьбы по склонам более подходит редкое плетение сетки.
Закрепляются снегоступы на ногах с помощью кожаных ремешков и петель (путцы [традиц.]). Для этого существуют разнообразные приёмы привязывания. При «норвежском» способе пятка закреплена неподвижно, что не очень удобно, особенно на склонах. Чукотский и индейский способы предусматривают подъём пятки. И чукотский, и некоторые североамериканские способы крепления позволяют очень быстро закреплять и сбрасывать лыжи поворотом ступни.

## Конструкция современных снегоступов
Дека — ключевой элемент снегоступов. Основная функция деки — облегчить передвижение человека по рыхлому снегу, то есть не позволить ему проваливаться в снег. Деки бывают двух видов:
- жесткая пластиковая дека. Снегоступы с такой декой применяются в районах, где встречается не только рыхлый снег, но также фирн и лёд — в горах, на замёрзших водоёмах;
- алюминиевая рама. Снегоступы с такой декой применяются там, где снег остаётся почти всегда рыхлым — в лесу.

Крепления — предназначены для фиксации ноги на деке. По виду применяемой обуви крепления можно разделить на два вида:
- для ботинок с рантом;
- для любого вида обуви.

Ко́шки — устанавливаются для облегчения подъема по склону с жестким снегом. В основном кошки применяются на снегоступах с жесткой пластиковой декой и используются для передвижения по горам, а также для сноубординга и фрирайда. В некоторых случаях применяются в качестве альпинистских кошек.
Разме́р подбирается исходя из веса и эргономических особенностей человека. В среднем снегоступы имеют размеры: по ширине 20-23 см и по длине 52-95 см.